# Hesse (Familienname)
Hesse oder Heße ist ein deutscher Familienname.

## Namensträger

### A
- Adolf Hesse (Maler) (1901–1979), deutscher Maler
- Adolph Hesse (1809–1863), deutscher Organist und Komponist
- Afua Adwo Jectey Hesse (* 1953), ghanaische Medizinerin und Hochschullehrerin
- Albert Hesse (Chemiker) (1866–1924), deutscher Chemiker
- Albert Hesse (Wirtschaftswissenschaftler) (1876–1965), deutscher Wirtschaftswissenschaftler
- Albert John Hesse (1895–1987), südafrikanischer Insektenkundler
- Alexander Hesse (* 1969), Filmproduzent, Redakteur und Autor
- Alexandre Hesse (1806–1879), französischer Maler
- Alfred Hesse (Maler, 1889) (1889–1955), deutscher Maler und Grafiker
- Alfred Hesse (Maler, 1904) (1904–1988), deutscher Maler und Grafiker
- Amandine Hesse (* 1993), französische Tennisspielerin
- Andreas Hesse (Geistlicher) († 1624), deutscher Theologe und Pfarrer
- Andreas von Hesse (1793–1868), deutscher Richter und Politiker, MdL Hessen
- Andreas Peter von Hesse (1728–1803), Jurist und hessen-darmstädtischer Staatsmann
- Andree Hesse (* 1966), deutscher Autor und Übersetzer
- Angelika Hesse (1955–2023), deutsche Paläontologin
- Ann-Charlotte Hesse (* 1954), schwedische Leichtathletin
- Arno Hesse (1887–nach 1908), deutscher Mittelstreckenläufer
- Arnold Hesse (1838–1908), deutscher Richter
- Arthur Heße (1888–nach 1939), deutscher Politiker (DStP/VNRV)

### B
- Barbara Hesse-Bukowska (1930–2013), polnische Pianistin
- Bernd Hesse (* 1962), deutscher Strafverteidiger und Autor
- Bernhard Hesse (1818–1898), deutscher evangelischer Theologe und Generalsuperintendent
- Birgit Hesse (* 1975), deutsche Politikerin (SPD)
- Bruno Hesse (1905–1999), Schweizer Maler

### C
- Carl Hesse (Orgelbauer) (1808–1882), deutscher Orgelbauer
- Carl Hesse (Architekt) (1827–1895), deutscher Architekt und Baubeamter
- Carl Gustav Hesse (1795–1851), deutscher Mediziner und Schriftsteller, siehe Karl Gustav Hesse
- Carl Hermann Hesse (1802–1896), deutschbaltischer Mediziner
- Carl Immanuel Philipp Hesse (1875–1918), deutschbaltischer Pastor und Märtyrer
- Carla Hesse (* 1956), US-amerikanische Historikerin
- Charles Hesse (1901–1971), deutscher Politiker
- Chris Tsui Hesse (* 1932), ghanaischer Filmschaffender, Offizier und Diplomat
- Christian Hesse (Mathematiker) (* 1960), deutscher Mathematiker und Hochschullehrer
- Christian Hesse (Historiker) (* 1961), Schweizer Historiker
- Christian Hesse (Volleyballspieler) (* 1987), deutscher Volleyballspieler
- Christoph Hesse (Verwaltungsjurist) (1910–1945), deutscher Verwaltungsjurist und Landrat
- Christoph Hesse (Kulturwissenschaftler) (* 1972), deutscher Kultur- und Literaturwissenschaftler
- Christoph Hesse (Architekt) (* 1977), deutscher Architekt
- Cornelia Hesse-Honegger (* 1944), Schweizer Künstlerin
- Cornelius Hesse (1762–1810), deutscher Unternehmer und Bankier
- Curt Hesse (Fußballspieler), deutscher Fußballspieler
- Curt Hesse (Unternehmer) (1898–1969), deutscher Unternehmer
- Curtis J. Hesse (1905–1945), US-amerikanischer Paläontologe

### E
- Eberhard Hesse (1911–1986), deutscher Politiker (SPD)
- Eckhard Hesse (1930–2015), deutscher Jurist
- Eduard Hesse (1912–2011), deutscher Theologe
- Egmont Hesse (* 1959), deutscher Verleger
- Elena Hesse (* 2004), deutsche Schauspielerin
- Elias Hesse (17. Jahrhundert), deutscher Asienreisender
- Emil Hesse (1857–1926), deutscher Generalleutnant
- Enno Hesse (* 1982), deutscher Schauspieler
- Erich Hesse (1874–1945), deutscher Zoologe und Ornithologe
- Ernst Hesse (Bildhauer) (* 1949), deutscher Bildhauer
- Ernst von Hesse-Wartegg (1851–1918), österreichischer Reiseschriftsteller
- Ernst Christian Hesse (1676–1762), deutscher Kapellmeister und Komponist
- Ernst Hermann Hesse (* 1845), Entstammt der Orgelbauerfamilie Hesse aus Dachwig
- Ernst Ludwig Hesse (1768–1823), deutscher Orgelbauer aus Dachwig
- Ernst Siegfried Hesse (* 1798), deutscher Orgelbauer aus Dachwig
- Erwin Hesse (1907–1992), österreichischer katholischer Theologe
- Eugen Hesse (1911–1971), deutscher Kapellmeister
- Eva Hesse (1902–2010), deutsch-amerikanische Überlebende des Holocaust, siehe Eva Guttsman Ostwalt
- Eva Hesse (Autorin) (1925–2020), deutsche Autorin, Herausgeberin und Übersetzerin
- Eva Hesse (Künstlerin) (1936–1970), deutsch-amerikanische Künstlerin

### F
- Fabienne Hesse (* 1982), deutsche Schauspielerin
- Fanny Angelina Hesse (1850–1934), deutsch-US-amerikanische Bakteriologin
- Felix Hesse (1836–1880), deutscher Schauspieler
- Ferdinand Hesse (1882–1964), deutscher Journalist, Schriftsteller und Theatergründer
- Franz Hesse (Theologe) (1917–2013), deutscher Theologe und Hochschullehrer
- Franz Heinrich Hesse (1803–1864), deutscher Geistlicher und Oberkirchenrat
- Franz Hinrich Hesse, deutscher Lehrer und Heimatkundler
- Franz Hugo Hesse (1804–1861), deutscher Beamter, Politiker und Diplomat
- Fred Hesse (1942–2021), deutscher Fußballspieler
- Friedrich Hesse (Landrat) (1796–1868), deutscher Verwaltungsbeamter
- Friedrich Hesse (Fabrikant) (1894–1965), deutscher Kunsthandwerker und Fabrikant
- Friedrich Hesse (Mediziner, 1897) (1897–1980), deutscher Chirurg
- Friedrich Hermann Hesse (1811–1888), deutscher Theologe und Hochschullehrer
- Friedrich Louis Hesse (auch Friedrich Ludwig Hesse; 1849–1906), deutscher Zahnmediziner
- Friedrich Wilhelm Hesse (Mediziner, 1817) (1817–1897), deutscher Arzt
- Friedrich Wilhelm Hesse (* 1948), deutscher Psychologe und Hochschullehrer
- Fritz Hesse (Politiker, 1881) (1881–1973), deutscher Rechtsanwalt und Politiker (LDPD), Oberbürgermeister von Dessau
- Fritz Hesse (Politiker, 1893) (1893–1963), deutscher Politiker (SPD)
- Fritz Hesse (Mediziner) (1897–1980), deutscher Mediziner
- Fritz Hesse (Journalist) (1898–1980), deutscher Journalist und Diplomat
- Fritz Hesse (Politiker, 1903) (1903–1971), deutscher Politiker (SPD), MdL Niedersachsen

### G
- Gabriela Hesse (* 1960), deutsche Zisterzienserin und Äbtissin
- Georg Hesse (1613–1694), deutscher Pädagoge, siehe Georg Heß (Pädagoge)
- Georg Hesse (Journalist) (* 1960), deutscher Journalist und Manager
- Georg Andreas Hesse (* 1784), deutscher Orgelbauer aus Dachwig
- Gerda Hesse (1918–2006), deutsche Gewerkschafterin
- Gerhard Hesse (Chemiker) (1908–1997), deutscher Chemiker und Hochschullehrer.
- Gerhard Hesse (Jurist) (* 1970), österreichischer Jurist
- Gerrit Hesse (* 1978), deutscher Schauspieler
- Gertrud Hesse, deutsche Fotografin
- Gritta Hesse, Bibliothekarin und Ausstellungskuratorin
- Gudrun Zapf-von Hesse (1918–2019), deutsche Typographin
- Günter Hesse (Mediziner) (1919–2019), deutscher Neurologe und Autor
- Günter Hesse (Schachspieler) (* 1929), finnischer Fernschachspieler
- Günter Hesse (Ingenieur), deutscher Ingenieur
- Günter Hesse (Wirtschaftswissenschaftler) (* 1947), deutscher Wirtschaftswissenschaftler, Hochschullehrer und Politiker (AfD)
- Gustav Hesse (Zahnmediziner) (1876–1945), deutscher Zahnmediziner und Hochschullehrer
- Gustav Hesse (Admiral) (1931–2001), deutscher Vizeadmiral

### H
- Hans Hesse der Ältere, deutscher Bildhauer, evtl. Vater von Hans Hesse d. J.
- Hans Hesse der Jüngere, deutscher Bildhauer, evtl. Sohn von Hans Hesse d. Ä.
- Hans Hesse (Maler) (vor 1497–nach 1539), deutscher Maler
- Hans Hesse (General) (1865–1938), deutscher Generalmajor
- Hans Hesse (Orgelbauer) (Johann Baptist Hesse; 1865–1941), österreichischer Orgelbauer
- Hans Hesse (Schriftsteller) (1893–1954), deutscher Schriftsteller und Theaterintendant
- Hans Hesse (Historiker) (* 1961), deutscher Historiker
- Hans Albrecht Hesse (1935–2015), deutscher Rechtswissenschaftler
- Hans Gerd Hesse (1931–1985), deutscher Jurist und Richter
- Hans Heiner Hesse (1909–2003), Schweizer Dekorateur, Buchillustrator, Nachlassverwalter seines Vaters Hermann
- Hartwig Hesse (1778–1849), deutscher Kaufmann und Stifter
- Heidrun Hesse (1951–2007), deutsche Philosophin
- Heiner Hesse (1909–2003), Schweizer Dekorateur, Illustrator und Nachlassverwalter, Sohn von Hermann Hesse
- Heinrich von Hesse (1827–1895), deutscher Generalmajor
- Heinrich Hesse (Gartenvorsteher) (17./18. Jh.), deutscher Gartenvorsteher und Fachautor
- Heinrich Hesse (Politiker) (1827–1902), deutscher Kaufmann und Politiker (Zentrum), MdR
- Helge Hesse (* 1963), deutscher Drehbuchautor, Filmregisseur und Schriftsteller
- Helmut Hesse (Pfarrer) (1916–1943), deutscher Pfarrer und NS-Opfer
- Helmut Hesse (Ökonom) (1934–2016), deutscher Wirtschaftswissenschaftler
- Helmut Hesse (Organist) (1946–2021), deutscher Organist und Chorleiter
- Herbert Hesse (1893–1985), deutscher Opernsänger (Bass-Bariton)
- Hermann Hesse (Dirigent) (1861–1948), deutscher Dirigent und Musiker
- Hermann Hesse (Apotheker) (1867–1930), deutscher Apotheker und Heimatforscher
- Hermann Hesse (1877–1962), deutsch-schweizerischer Schriftsteller, Dichter und Maler
- Hermann Hesse (Unternehmer) (* 1954), deutscher Unternehmer und Verbandsfunktionär
- Hermann Albert Hesse (1877–1957), deutscher Theologe
- Hermann Klugkist Hesse (1884–1949), deutscher Theologe und Kirchenhistoriker
- Herta Hesse-Frielinghaus (1910–1988), deutsche Kunsthistorikerin und Museumsleiterin
- Hinrich Hesse, deutscher Lehrer und Heimatforscher, siehe Franz Hinrich Hesse
- Horst Hesse (1922–2006), deutscher Spion
- Horst-Peter Hesse (1935–2009), deutscher Musikwissenschaftler
- Hubert Hesse (Politiker, 1826) (1826–1908), deutscher Industrieller und Politiker, MdL Nassau
- Hubert Hesse (Politiker, 1865) (1865–1926), deutscher Industriemanager und Politiker, MdL Nassau
- Hugo Hesse (1855–1923), deutscher Naturwissenschaftler und Sammler

### I
- Inge Hesse-Peters (1921–1993), deutsche Schauspielerin
- Irene Hilgers-Hesse (1905–2004), deutsche Ethnologin
- Isa Hesse-Rabinovitch (1917–2003), Schweizer Grafikerin, Fotografin und Filmemacherin

### J
- Jakob Hesse (1881–1966), deutscher Maurer und Politiker (USPD)
- Jan-Otmar Hesse (* 1968), deutscher Wirtschaftshistoriker
- Jennifer Hesse, deutsche Volleyballschiedsrichterin
- Joachim Jens Hesse (1942–2018), deutscher Politik- und Verwaltungswissenschaftler
- Johann Hesse (1490–1547), deutscher Theologe, siehe Johann Heß
- Johann Hesse (Maler) (Johann Friedrich Hesse; 1792–1848/1853), deutscher Maler und Lithograf
- Johann Andreas Hesse (1763–1835), deutscher Orgelbauer
- Johann Baptist Hesse (1865–1941), österreichischer Orgelbauer, siehe Hans Hesse (Orgelbauer)
- Johann Friedrich Wilhelm Hesse (1782–1832), deutscher Chirurg und Zahnmediziner
- Johann Heinrich Hesse (um 1712–1778), deutscher Komponist und Kantor
- Johann Michael Hesse (1734–1810), deutscher Orgelbauer aus Dachwig
- Johann Michael Hesse II. (1806–1856), deutscher Orgelbauer aus Dachwig
- Jörg Hesse, deutscher Fotograf
- Josef Hesse (1918–2010), deutscher Verwaltungsbeamter, Politiker und Heimatkundler
- Johanna Hesse (eigentlich Johanna Rosl Zapf; 1880–1958), deutsche Sängerin (Sopran)
- Johannes Hesse (1847–1916), deutscher Missionar und Verlagsleiter
- Judith Hesse, Geburtsname von Judith Dannhauer (* 1982), deutsche Eisschnellläuferin
- Julian Hesse (* 1988), deutscher Jazzmusiker
- Julius Hesse (1875–1944), deutscher Kaufmann und Fußballfunktionär
- Julius Hesse (Orgelbauer) (1830–ca. 1900), deutscher Orgelbauer aus Dachwig
- Jürgen Hesse (* 1951), deutscher Autor und Karrierecoach

### K
- Kai Hesse (* 1985), deutscher Fußballspieler
- Karl Hesse (Fabrikant) (1831–1907), deutscher Fabrikant, Gutsbesitzer, Abgeordneter im Preußischen Abgeordnetenhaus
- Karl Hesse (Forstbeamter) (1882–1967), deutscher Landesforstmeister
- Karl Hesse (Musiker) (1897–1978), deutscher Cellist und Musikpädagoge
- Karl Hesse (Bischof) (1936–2023), deutscher römisch-katholischer Geistlicher, Erzbischof in Papua-Neuguinea
- Karl Gustav Hesse (1795–1851), deutscher Mediziner und Schriftsteller
- Karola Hesse (* 1935), deutsche Rechtswissenschaftlerin und Hochschullehrerin
- Katrin Hesse (* 1964), deutsche Rechtswissenschaftlerin
- Kirstin Hesse (* 1980), deutsche Schauspielerin
- Klaus Hesse (Grafiker) (* 1954), deutscher Grafiker
- Klaus Hesse (Historiker) (* 1955), deutscher Politikwissenschaftler und Historiker
- Klaus Hesse (Kameramann), deutscher Kameramann
- Klaus-Peter Hesse (* 1967), deutscher Politiker (CDU)
- Konrad Hesse (1919–2005), deutscher Jurist
- Kurt Hesse (1894–1976), deutscher Militärschriftsteller, Oberst und Ökonom
- Kurt Hesse (Politiker) (1927–2023), deutscher Politiker, Bürgermeister von Wurzen
- Kurt Hesse (Unternehmer) (* 1944), deutscher Spielzeughersteller

### L
- Lena Hesse (* 1981), deutsche Illustratorin und Kinderbuchautorin
- Linda Hesse (* 1987), deutsche Sängerin
- Lo Hesse (1889–1983), deutsche Tänzerin
- Ludwig Hesse (Fußballspieler) (1938–2017), deutscher Fußballspieler
- Ludwig Christian Hesse (1716–1772), deutscher Komponist und Gambist
- Ludwig Ferdinand Hesse (1795–1876), deutscher Baumeister und Architekt
- Ludwig Friedrich Hesse (1783–1867), deutscher Historiker
- Ludwig Otto Hesse (1811–1874), deutscher Mathematiker, siehe Otto Hesse
- Lutz-Werner Hesse (* 1955), deutscher Komponist, Musikwissenschaftler und Hochschullehrer

### M
- Marcus Hesse (* 1984), deutscher Fußballtorhüter
- María Hesse (* 1982), spanische Illustratorin und Schriftstellerin
- Marie Hesse (1842–1902), deutsche Lehrerin, Mutter von Hermann Hesse
- Markus Hesse (Geograph) (* 1960), deutscher Geograph
- Markus Hesse (Schiedsrichter) (* 1965), deutscher Basketballschiedsrichter
- Marlies Hesse (1935–2024), deutsche Bibliothekarin, Journalistin und Schriftstellerin
- Martin Hesse (Fotograf) (1911–1968), Schweizer Fotograf
- Martin Heße (Politiker) (* 1933), deutscher Politiker (SED)
- Martin Pohl-Hesse (* 1959), deutscher Musiker, Musikpädagoge und Komponist
- Martina Hesse (* 1977), deutsche Schauspielerin und Synchronsprecherin
- Mary Hesse (1924–2016), britische Wissenschaftstheoretikerin
- Matthias Möhring-Hesse (* 1961), deutscher Theologe
- Max Hesse (Verleger) (1858–1907), deutscher Buchhändler und Verleger
- Max Hesse (Diplomat) (1870–1947), deutscher Diplomat
- Max Hesse (General) (1884–1974), deutscher Generalmajor
- Max Hesse (Politiker) (1895–1964), deutscher Politiker (KPD, SPD) und Gewerkschafter
- Max Hesse (Beamter), österreichischer Beamter
- Max René Hesse (1877–1952), deutscher Schriftsteller
- Mia Hesse-Bernoulli (1868–1963), Schweizer Fotografin, Ehefrau von Hermann Hesse
- Michael Hesse (Botaniker) (1943–2022), österreichischer Botaniker und Hochschullehrer
- Michael Hesse (Kunsthistoriker) (1951–2024), deutscher Kunsthistoriker und Hochschullehrer
- Michael Hesse (Journalist) (* 1968), deutscher Journalist
- Michael Hesse (Physiker), Physiker und Hochschullehrer

### N
- Natalija Wiktorowna Hesse (1914–1998), sowjetische bzw. russische Verlagslektorin, Journalistin, Literaturredakteurin und Übersetzerin
- Nikolaus Hesse (1794–1868), deutscher Beamter und Politiker
- Ninon Hesse (1895–1966), deutsche Kunsthistorikerin

### O
- Oswald Hesse (1835–1917), deutscher Chemiker
- Otmar Hesse (* 1940), deutscher Theologe und Politiker, Oberbürgermeister von Goslar
- Otto Hesse (1811–1874), deutscher Mathematiker
- Otto Hesse (Landrat) (1821–1904), deutscher Landrat
- Otto Hesse (Lehrer) (1895–nach 1950), deutscher Lehrer, Genealoge und NS-Publizist
- Otto Ernst Hesse (1891–1946), deutscher Dramatiker und Publizist
- Otto Justus Basilius Hesse († 1793), deutscher Geistlicher

### P
- Paul Hesse (um 1758−nach 1812), deutscher Unternehmer und Bankier
- Paul Hesse (Verwaltungsbeamter), deutscher Verwaltungsbeamter
- Paul Hesse (Architekt) (1855–1913), deutscher Architekt
- Paul Hesse (Zoologe) (1857–1938), deutscher Zoologe
- Paul Hesse (Agrarwissenschaftler) (1893–1979), deutscher Agrarwissenschaftler
- Paul Leopold Hesse (1889–um 1955), deutscher Maler und Grafiker
- Peter Hesse (Schachspieler) (1944–2004), deutscher Schachspieler und -komponist
- Peter Julius Hesse (* 1937), deutscher Unternehmer, Politiker (CDU), Stifter, Buchautor und Honorarkonsul
- Petra Hesse (* 1966), deutsche Kunsthistorikerin
- Philipp von Hesse (1810–1868), deutscher Generalleutnant

### R
- Rainer Hesse (* 1938), deutscher Dichter und Sachbuchautor
- Ralf Hesse (* 1972), deutscher Jazzmusiker
- Reinhard Hesse (Philosoph) (* 1945), deutscher Philosoph
- Reinhard Hesse (Journalist) (1956–2004), deutscher Journalist und Redenschreiber
- Richard Hesse (General) (* 1861), sächsischer Generalmajor
- Richard Hesse (Violinist) (1866–1930), deutscher Violinist
- Richard Hesse (1868–1944), deutscher Zoologe
- Rita Streb-Hesse (1945–2020), deutsche Politikerin (SPD), MdB
- Robert Hesse (Regisseur) (* 1957), deutscher Regisseur, Bühnenautor, Bogenschütze und Trainer
- Robert Koch-Hesse (1883–1970), deutscher Unternehmer und Wirtschaftsfunktionär
- Robert Hellmuth Hesse (1816–1885), deutscher Arzt und Politiker
- Rudolf Hesse (Architekt) (1829–1886), deutscher Architekt und Baubeamter
- Rudolf Hesse (Maler) (1871–1944), deutscher Maler und Grafiker
- Rudolf Hesse (Regisseur) (1901–1966), deutscher Regisseur und Intendant
- Ruth Hesse, Ehename von Ruth Wenger (1897–1994), deutsche Sängerin (Sopran), Ehefrau von Hermann Hesse
- Ruth Hesse, Geburtsname von Ruth Kellermann (Ethnologin) (1913–1999), deutsche Historikerin und Ethnologin
- Ruth Hesse (1936–2024), deutsche Sängerin (Alt, Mezzosopran)

### S
- Scott Hesse (* um 1970), US-amerikanischer Jazzgitarrist
- Stefan Hesse (Ingenieur) (* 1939), deutscher Fertigungsingenieur und Autor
- Stefan Hesse (Mediziner) (1960–2016), deutscher Neurologe
- Stefan Heße (* 1966), deutscher Geistlicher, Erzbischof von Hamburg
- Stefan Hesse (Prähistoriker) (* 1969), deutscher Prähistoriker und Archäologe

### T
- Theodor Hesse (* um 1945), deutscher Ingenieur und Hochschullehrer
- Thomas Hesse (* 1953), deutscher Schriftsteller

### U
- Udo Hesse (* 1955), deutscher Fotograf
- Ulrich Hesse (* 1966), deutscher Sportjournalist und Autor
- Ursula Hesse von den Steinen (* 1970), deutsche Sängerin und Hochschullehrerin und Hochschullehrerin
- Uwe Hesse (* 1987), deutscher Fußballspieler

### V
- Veronika Hesse, Ehename von Veronika Schmidt (* 1952), deutsche Skilangläuferin
- Volker Hesse (Mediziner) (* 1942), deutscher Kinderarzt, Hochschullehrer und Goetheforscher
- Volker Hesse (Regisseur) (* 1944), deutscher Theaterregisseur
- Vroni Hesse (Veronika Hesse; * 1987), deutsche Fußballspielerin

### W
- Walter Hesse (Architekt) (1857–1921), deutscher Architekt und Baubeamter
- Walter Hesse (Mediziner) (1894–1984), deutscher HNO-Arzt und Hochschullehrer
- Walter Hesse (Geophysiker) (1915–1979), deutscher Geophysiker, Meteorologe und Hochschullehrer
- Walter Hesse (Sänger) (1921–1997), Schweizer Sänger (Tenor)
- Walter Hesse, Pseudonym von Detlef Heintze (* 1945), deutscher Schauspieler und Regisseur
- Walther Hesse (1846–1911), deutscher Mediziner und Mikrobiologe
- Werner Hesse (Politiker) (1929–2014), deutscher Politiker (SPD)
- Werner Hesse (Fußballspieler) (1934–2008), deutscher Fußballspieler
- Wilhelm Hesse (Jurist) (1901–1966), deutscher Jurist
- Wilhelm Hesse (1901–1968), deutscher Politiker (NSDAP), Oberbürgermeister von Braunschweig
- Wilhelm Hesse (Architekt) (1907–1971), deutscher Architekt
- Willy Hesse (Politiker) (1885–1964), deutscher Politiker, MdL Braunschweig
- Willy Hesse (Unternehmer) (1942–2022), deutscher Unternehmer und Körperschaftsfunktionär
- Wolfgang Hesse (Politiker) (1913–1999), deutscher Politiker (CDU)
- Wolfgang Hesse (Drehbuchautor), deutscher Drehbuchautor und Produzent
- Wolfgang Hesse (Informatiker) (* 1943), deutscher Informatiker und Hochschullehrer
- Wolfgang Hesse (Kunsthistoriker) (* 1949), deutscher Fotohistoriker und Redakteur
- Wolfram Hesse (1932–2021), deutscher Bildhauer

### Z
- Zacharias Hesse (1670–1730), deutscher Jurist, Hochschullehrer und Politiker, Bürgermeister in Königsberg